# Zantedeschia
Zantedeschia este un gen de plante erbacee din familia Araceae, nativă Africii de Sud la nord de Malawi.  Numele genului a fost acordat ca tribut botanistului italian Giovanni Zantedeschi (1773–1846). Este o plantă decorativă, cu frunze mari în formă de săgeată, una dintre frunze, răsucită în formă de cornet, înconjurând inflorescența.
Speciile din genul Zantedeschia sunt otrăvitoare datorită prezenței oxalatului de calciu. Toate părțile plantei sunt toxice și produc iritații cu inflamarea cavității bucale și a gâtului, stări de vomă și diaree acută. Cu toate acestea, frunzele plantei sunt uneori gătite și consumate.

## Specii
În prezent sunt cunoscute opt specii de Zantedeschia:
- Zantedeschia aethiopica  – Cala albă comună
- Zantedeschia albomaculata  – Cala pătată
- Zantedeschia elliottiana  – Cala galbenă sau aurie
- Zantedeschia jucunda
- Zantedeschia odorata
- Zantedeschia pentlandii
- Zantedeschia rehmannii  - Cala roz
- Zantedeschia valida

## Cultivarea
Toate speciile sunt endemice Africii de Sud. Z. aethiopica crește în zone mlăștinoase, ofilindu-se în lipsa apei. Crește neîntrerupt în sol fertil și umed, putând supraviețui unor înghețuri blânde pe timp relativ scurt. Z. aethiopica este o plantă rezistentă, dezvoltându-se cu succes în diferite soluri și habitate, înmulțindu-se prin rizomi; se află în echilibru cu mediul în care trăiește și este considerată o buruiană pentru zonele agricole. Z. odorata este o specie rară, asemănătoare cu Z. aethiopica, însă mai hidrofilă și cu un miros asemănător freziei, endemică doar câtorva localități din Africa de Sud. Z. albomaculata este o specie răspândită și foarte variată, care crește din nordul Africii de Sud până în Kenya, inflorescențele ei variind de la alb la crem și de la roz la portocaliu. Z. elliotiana este cunoscută doar în domeniul horticulturii, provenind probabil dintr-o specie hibridă. Z. jucunda și Z. pentlandii sunt specii rare care prezintă inflorescențe galbene grandioase. Z. rehmannii este o specie cu frunze asemănătoare gladiolei și prezintă inflorescențe roz.

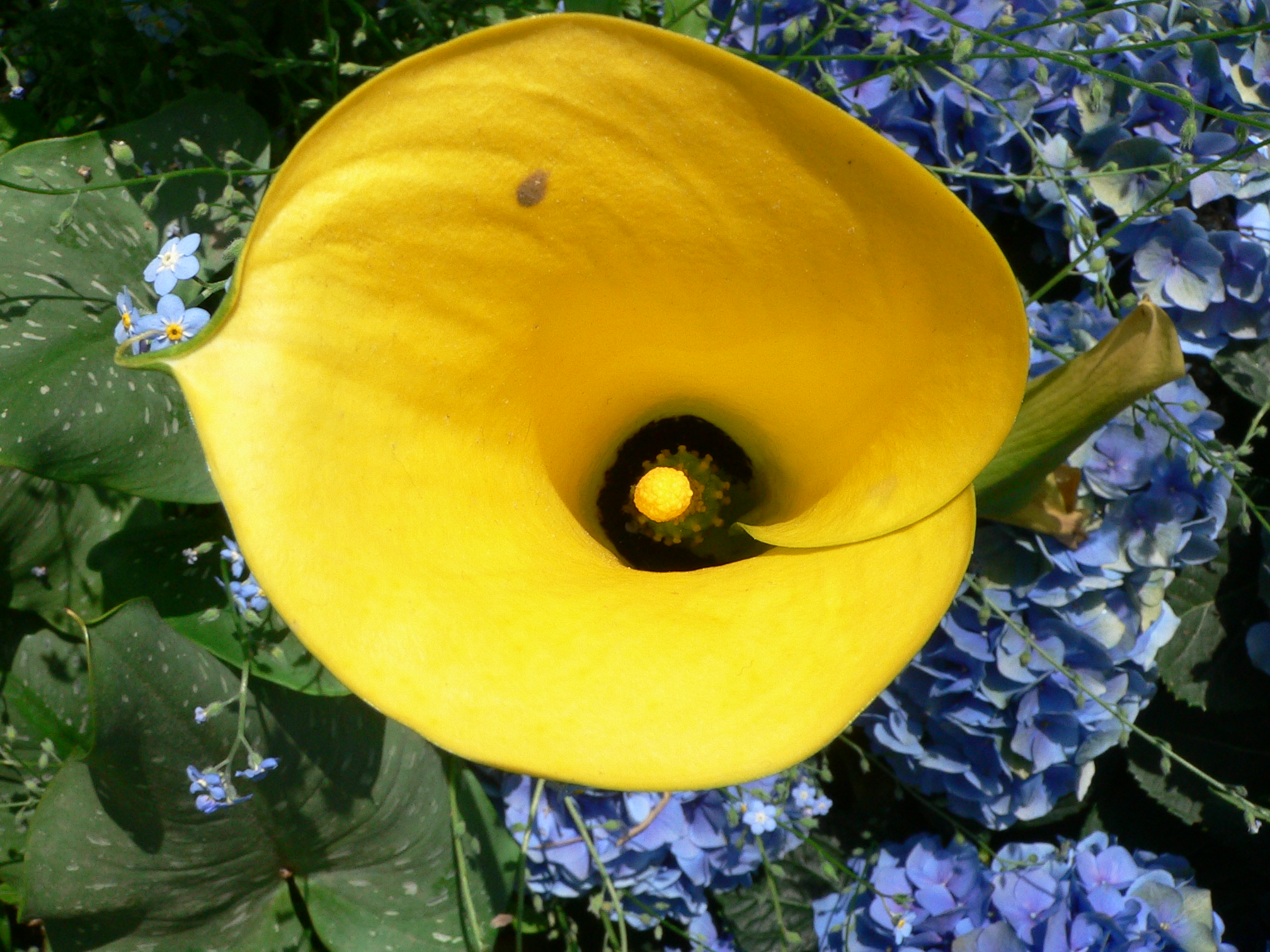
Zantedeschia elliottiana sp.

Toate plantele Zantedeschia dezvoltă inflorescențe mari, fiind crescute ca și plante de gradină și ornamentale. Zantedeschia sunt plante rezistente, dar unele specii sunt mai rezistente la frig decât altele. Zantedeschia aethiopica albă și unele soiuri apropiate pot supraviețui la temperaturi de -23 °C, pe când majoritatea speciilor trăiesc în zone calde, unde solul nu îngheața pe timpul iernii. Speciile și hibrizii între Z. elliotiana, Z. jucunda, Z. pentlandii și Z. rehmannii au o temperatură optimă de creștere de 25 °C, însă dacă temperatura persistă peste 28 °C, creșterea este inhibată.
Zantedeschia este crescută extensiv cu scopul comercializării în California, Columbia, Noua Zeelandă și Kenya.  Horticultorii din California și Noua Zeelandă continuă să dezvolte o varietate extinsă de soiuri hibride.
În Sud-vestul Australiei, Z. aethiopica a fost introdusă pentru horticultură.  Această specie a devenit o buruiană răspândită și afectează calitatea apelor și a pășunilor.
Cala albă provine din Z. aethiopica. Toate soiurile cu inflorescențe galbene, portocalii, roșii, vișinii provin din speciile Z. albomaculata, Z. pentlandii și Z. rehmanni.